# Mariano Zabaleta
Mariano Zabaleta (Tandil, 28 februari 1978) is een voormalig Argentijns tennisspeler die tussen 1996 en 2010 als prof uitkwam op de ATP-tour.
Zabaleta stond bekend als gravelspecialist en won zijn drie ATP-titels in het enkelspel ook allemaal op die ondergrond,waaronder twee keer het ATP-toernooi van Båstad.

## Palmares
| Legenda                       | Legenda               |
| ----------------------------- | --------------------- |
| Grand Slam                    |                       |
| Olympische Spelen             |                       |
| tot 2009                      | vanaf 2009            |
| Tennis Masters Cup            | ATP Finals            |
| ATP Masters Series            | ATP Tour Masters 1000 |
| ATP International Series Gold | ATP Tour 500          |
| ATP International Series      | ATP Tour 250          |

### Enkelspel
| Nr.                  | Jaar            | Toernooi         | Ondergrond | Tegenstander in finale | Score                         | Details |
| -------------------- | --------------- | ---------------- | ---------- | ---------------------- | ----------------------------- | ------- |
| Gewonnen finales     |                 |                  |            |                        |                               |         |
| 1.                   | 8 november 1998 | ATP Bogota       | Gravel     | Ramón Delgado          | 6-4, 6-4                      | Details |
| 2.                   | 13 juni 2003    | ATP Båstad (1)   | Gravel     | Nicolás Lapentti       | 6-3, 6-4                      | Details |
| 3.                   | 11 juli 2004    | ATP Båstad (2)   | Gravel     | Gastón Gaudio          | 6-1, 4-6, 7-6(4)              | Details |
| Verloren finales     |                 |                  |            |                        |                               |         |
| 1.                   | 9 mei 1999      | ATP Hamburg      | Gravel     | Marcelo Ríos           | 7-6(5), 5-7, 7-5, 6-7(5), 2-6 | Details |
| 2.                   | 23 mei 1999     | ATP Sankt Pölten | Gravel     | Marcelo Ríos           | 4-4, opgave                   | Details |
| 3.                   | 8 augustus 1999 | ATP Amsterdam    | Gravel     | Younes El Aynaoui      | 0-6, 3-6                      | Details |
| 4.                   | 2 maart 2003    | ATP Acapulco     | Gravel     | Agustín Calleri        | 5-7, 6-3, 3-6                 | Details |
| 5.                   | 15 april 2007   | ATP Houston      | Gravel     | Ivo Karlović           | 4-6, 1-6                      | Details |
| Gewonnen challengers |                 |                  |            |                        |                               |         |
| 1.                   | 28 april 1996   | Birmingham       | Gravel     | Bill Behrens           | 6-4, 6-4                      |         |
| 2.                   | 28 januari 2007 | La Serena        | Gravel     | Juan Pablo Brzezicki   | 6-2, 6-4                      |         |
| 3.                   | 22 april 2007   | Bermuda          | Gravel     | Frank Dancevic         | 7-5, 5-7, 6-3                 |         |

## Prestatietabel
| Legenda | Legenda                          |
| ------- | -------------------------------- |
| g.t.    | geen toernooi gehouden           |
| l.c.    | lagere categorie                 |
| –       | niet deelgenomen                 |
| G       | uitgeschakeld in de groepsfase   |
| 1R      | uitgeschakeld in de eerste ronde |
| 2R      | uitgeschakeld in de tweede ronde |
| 3R      | uitgeschakeld in de derde ronde  |
| 4R      | uitgeschakeld in de vierde ronde |
| KF      | uitgeschakeld in de kwartfinale  |
| HF      | uitgeschakeld in de halve finale |
| F       | de finale verloren               |
| W       | het toernooi gewonnen            |
| w-v     | winst/verlies-balans             |

### Prestatietabel grand slam, enkelspel
| Toernooi        | 1997 | 1998 | 1999 | 2000 | 2001 | 2002 | 2003 | 2004 | 2005 | 2006 | 2007 | 2008 |
| --------------- | ---- | ---- | ---- | ---- | ---- | ---- | ---- | ---- | ---- | ---- | ---- | ---- |
| Australian Open | –    | –    | 2R   | 3R   | 2R   | 1R   | 1R   | –    | 2R   | 1R   | –    | 1R   |
| Roland Garros   | 1R   | 3R   | 1R   | 2R   | 1R   | 4R   | 4R   | 2R   | –    | –    | 2R   | –    |
| Wimbledon       | –    | –    | –    | 1R   | 1R   | 1R   | 1R   | –    | –    | –    | 1R   | –    |
| US Open         | –    | –    | 1R   | –    | KF   | 1R   | 1R   | 1R   | 1R   | 1R   | 1R   | –    |

### Prestatietabel grand slam, dubbelspel
| Toernooi        | 2003 | 2004 | 2005 | 2006 | 2007 |
| --------------- | ---- | ---- | ---- | ---- | ---- |
| Australian Open | 1R   | –    | 1R   | 1R   | –    |
| Roland Garros   | 1R   | –    | –    | –    | 1R   |
| Wimbledon       | 2R   | –    | –    | –    | –    |
| US Open         | –    | 1R   | 1R   | –    | –    |